# Requin-renard commun
Vous lisez un « bon article » labellisé en 2015.
Alopias vulpinus
Espèce
Statut de conservation UICN

 VU A2bd+3bd+4bd : Vulnérable
Synonymes
- Alopecias chilensis Philippi, 1902
- Alopecias longimana Philippi, 1902
- Alopias caudatus Phillipps, 1932
- Alopias greyi Whitley, 1937
- Alopias macrourus Rafinesque, 1810
- Galeus vulpecula Rafinesque, 1810
- Squalus alopecias Gronow, 1854
- Squalus vulpes Gmelin, 1789
- Squalus vulpinus Bonnaterre, 1788
- Vulpecula marina Garman, 1913

Le Requin-renard commun ou Renard de mer commun (Alopias vulpinus) est une espèce de requins de la famille des Alopiidés. Il atteint près de 6 mètres de long dont la moitié environ se compose du lobe supérieur de sa nageoire caudale. Avec un corps fuselé, des yeux de taille modeste et un museau court et pointu, il peut être confondu avec le Requin-renard pélagique (A. pelagicus). Le Requin-renard commun vit dans les eaux tropicales et tempérées du monde entier, mais il préfère les températures fraîches. Il peut être observé près du rivage ainsi qu'en pleine mer, depuis la surface jusqu'à une profondeur de 550 mètres. C'est un migrateur saisonnier qui passe ses étés sous les basses latitudes.
La longue nageoire caudale du Requin-renard commun est à l'origine de nombreux contes fantaisistes. En réalité, il l'utilise comme un fouet pour assommer ses proies. Cette espèce se nourrit principalement de petits poissons vivant en bancs tels que les harengs et les anchois. C'est un bon nageur, capable de bondir hors de l'eau. Il possède des capacités physiologiques qui lui permettent de maintenir une température interne plus chaude que celle de l'eau de mer environnante. Le Requin-renard commun est vivipare aplacentaire, avec des embryons oophages, qui se nourrissent des œufs sous-développés ovulés par leur mère. Les femelles donnent généralement naissance à quatre individus à la fois, après une période de gestation de neuf mois.
Malgré sa taille, le Requin-renard commun est très peu dangereux pour l'homme en raison de ses dents relativement petites et de son caractère timide. Il est très apprécié par les pêcheurs commerciaux pour ses tissus musculaires, ses ailerons, sa peau et l'huile de son foie ; il est pêché à la palangre et au filet maillant. Ce requin est également apprécié des pêcheurs sportifs pour la lutte exceptionnelle qu'il offre au crochet et à la ligne. Le Requin-renard commun a un faible taux de reproduction et ne peut pas résister à la pression de la surpêche, comme le montre l'effondrement rapide des prises au large de la Californie dans les années 1980. Du fait de l'exploitation commerciale croissante dans de nombreuses parties du monde, l'Union internationale pour la conservation de la nature (UICN) considère cette espèce comme « vulnérable ».

## Description

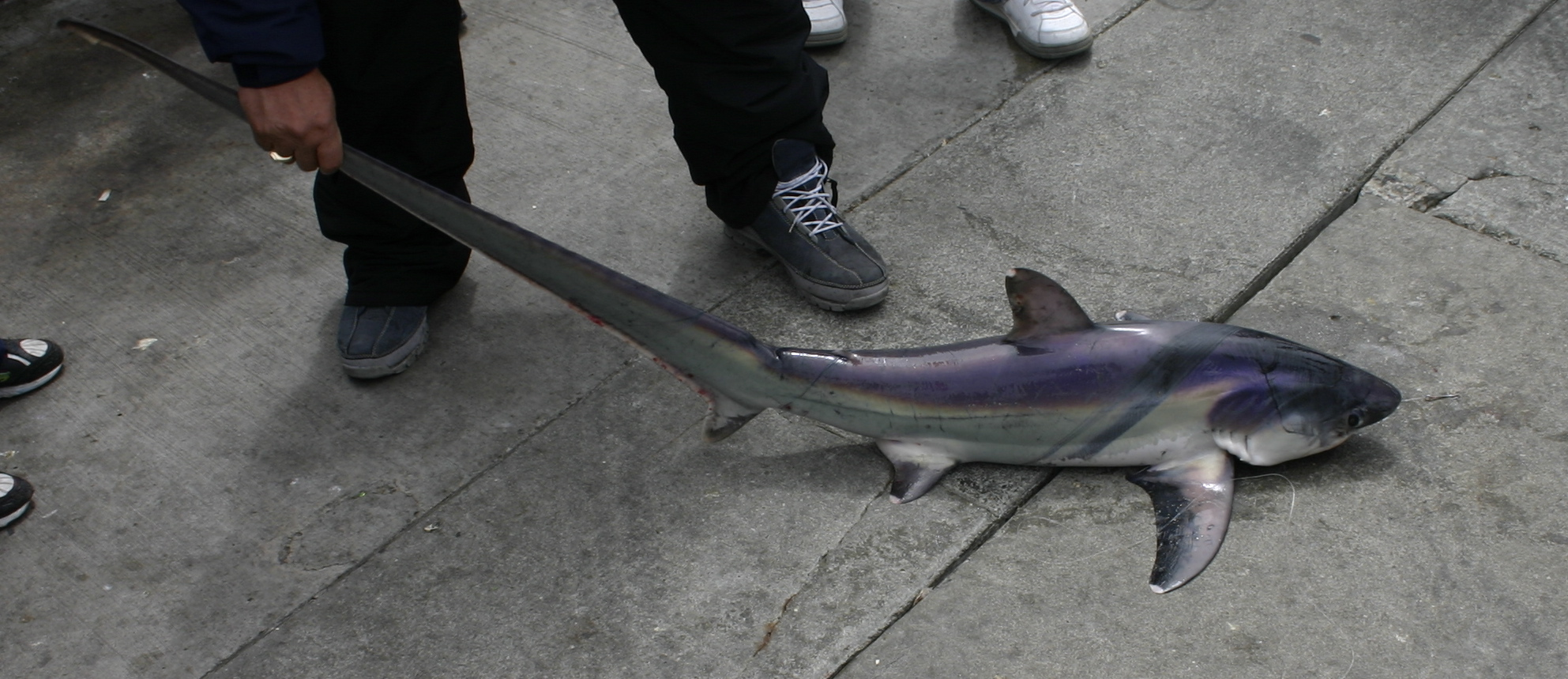
Le Requin-renard commun peut être distingué des autres requins-renards par l'aspect de sa tête et la coloration sous ses nageoires pectorales.

Le Requin-renard commun est un requin assez robuste avec un tronc en forme de torpille et une tête large et courte. Le profil dorsal de la tête présente une courbure uniforme vers le bas avec un rostre pointu et conique. Les yeux sont modérément grands et n'ont pas de membrane nictitante. La petite bouche est arquée et, contrairement à d'autres requins-renards, a des sillons dans les coins. Les dents sont petites, triangulaires, et à bords lisses, sans cuspides latérales. Il a 32 à 53 rangées de dents inférieures et 25 à 50 rangées de dents supérieures. Les cinq paires de fentes branchiales sont courtes, avec les quatrième et cinquième paires situées à la base des nageoires pectorales,.
Les longues nageoires pectorales falciformes se terminent en pointe. La première nageoire dorsale est grande et placée un peu plus près des nageoires pectorales que les nageoires pelviennes. Les nageoires pelviennes sont presque aussi grandes que la première nageoire dorsale et possèdent de longs ptérygopodes minces chez les mâles. La deuxième nageoire dorsale et les nageoires anales sont très petites. Il a des encoches en forme de croissant sur le pédoncule caudal à l'origine supérieure et inférieure de la nageoire caudale. Le lobe supérieur de la caudale est très allongé, ce qui est caractéristique des requins-renards. Ce lobe supérieur est, à lui seul, aussi grand que le reste du requin. Le lobe, légèrement incurvé, présente un angle abrupt vers le haut et a une encoche dans la marge arrière près de la pointe,.
La peau est recouverte de petits denticules dermiques qui se chevauchent, chacun avec trois arêtes horizontales et trois à cinq dents marginales. Cette espèce est gris métallique, allant vers le bleu sur les flancs. Le dessous est blanc et cette couleur s'étend à la base des nageoires pectorales et pelviennes ; cela le distingue du Requin-renard pélagique, lequel est coloré jusqu'aux nageoires pectorales,. La ligne de rencontre entre la coloration dorsale et ventrale est souvent irrégulière. Il peut y avoir une tache blanche à l'extrémité des nageoires pectorales. Le Requin-renard commun est la plus grande espèce de requin-renard, il peut communément atteindre 5 mètres de long pour un poids de 230 kg. Le record de longueur confirmé est de 5,7 mètres, tandis que la longueur maximale théorique déduite de la courbe de croissance serait de 6,1 à 6,5 mètres. Le spécimen le plus lourd connu est une femelle de 4,8 mètres qui pesait 510 kg,.

## Répartition et habitat

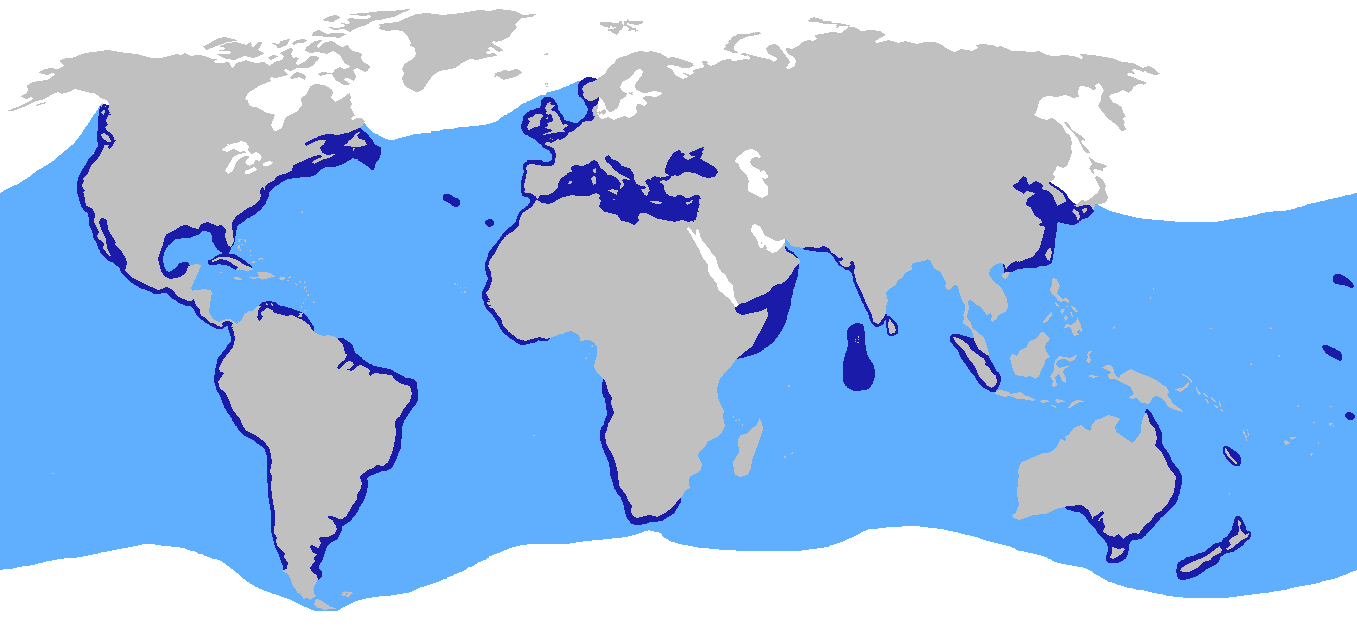
Répartition confirmée (bleu foncé) et suspectée (bleu clair) du Requin-renard commun.

La répartition du Requin-renard commun englobe toutes les eaux tropicales et tempérées froides. Dans l'Atlantique Ouest, il vit de Terre-Neuve au golfe du Mexique, bien qu'il soit rare au sud de la Nouvelle-Angleterre, et du Venezuela à l'Argentine. Dans l'Atlantique Est, on le trouve de la mer du Nord et les îles Britanniques vers le Ghana (y compris Madère, les Açores, la Méditerranée et la mer Noire), ainsi que de l'Angola à l'Afrique du Sud. Dans la région Indo-Pacifique, cette espèce est connue de la Tanzanie jusqu'à l'Inde et les Maldives, le Japon et la Corée au sud-est de la Chine, de Sumatra et de l'Australie, et la Nouvelle-Zélande. Il vit également sur un certain nombre d'îles du Pacifique, comme la Nouvelle-Calédonie, les îles de la Société, Tabuaeran et les îles hawaïennes. Dans le Pacifique occidental, il a été observé en Colombie-Britannique, au Chili et dans le golfe de Californie,,.
Le Requin-renard commun est un grand migrateur, il se déplace vers les hautes latitudes en suivant les masses d'eaux chaudes. Dans le Pacifique Est, les mâles vont plus loin que les femelles, allant jusqu'à l'île de Vancouver à la fin de l'été et au début de l'automne. Les juvéniles ont tendance à rester dans les zones chaudes. Il semble y avoir des populations séparées avec des cycles biologiques différents dans le Pacifique Est et l'Ouest de l'océan Indien et peut-être ailleurs. Cette espèce ne semble pas faire de déplacements transocéaniques. Dans le nord-ouest de l'océan Indien, les mâles et les femelles se séparent en fréquentant un emplacement et une profondeur différente au cours de la saison de mise bas (janvier à mai). L'analyse de l'ADN mitochondrial a révélé une importante variation génétique régionale au sein des populations de Requin-renard commun dans les trois océans. Cela pourrait confirmer l'idée que, quoiqu’étant très mobiles, les requins des différentes régions se croisent rarement.
Le Requin-renard commun vit dans les eaux continentales et en pleine mer. Il a tendance à être plus abondant à proximité des terres, en particulier les jeunes qui fréquentent le littoral, notamment les baies. La plupart des individus fréquentent les eaux de surface, mais cette espèce peut aller jusqu'à au moins 550 m de profondeur.

## Biologie

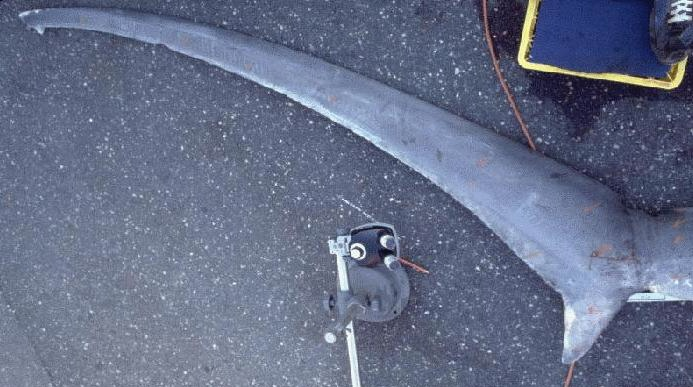
Le lobe supérieur de la nageoire caudale du requin renard commun est très allongé.

Le Requin-renard commun est un nageur endurant et rapide, il peut même bondir complètement hors de l'eau. Comme les requins de la famille des lamnidés, il dispose d'une bande de muscle rouge aérobie le long de son flanc capable de se contracter fortement et efficacement pendant de longues périodes. En outre, le Requin-renard commun possède des fibres musculaires oxydatives lentes et un système de vaisseaux sanguins d'échange à contre-courant appelé rete mirabile, lui permettant de générer et de conserver la chaleur de leur corps. La température à l'intérieur des muscles atteint en moyenne 2 °C de plus que celle de l'eau de mer ambiante, bien qu'il y ait d'importantes variations individuelles. Contrairement au Requin-renard pélagique et au Thon obèse, le Requin-renard commun n'a pas de rete mirabile orbitale pour protéger ses yeux et son cerveau des variations de température.
Les individus immatures sont des proies faciles pour les grands requins matures, comme le Grand requin blanc. Mis à part les observations d'orques se nourrissant d'adultes au large de la Nouvelle-Zélande, on ne connaît pas de prédateurs naturels. Les parasites documentés du Requin-renard commun comprennent le protozoaire Giardia intestinalis, les trématodes Campula oblonga (hôte inhabituel) et Paronatrema vaginicola, le ténia Acanthobothrium coronatum, Anthobothrium laciniatum, Crossobothrium angustum, Hepatoxylon trichiuri, Molicola uncinatus, Paraorygmatobothrium exiguum, P. filiforme, Sphyriocephalus tergetinus et les copépodes Dinemoura discrepans, Echthrogaleus denticulatus , Gangliopus pyriformis , Kroeyerina benzorum, Nemesis aggregatus, N. robusta, N. tiburo, Nesippus orientalis et Pandarus smithii.

### Alimentation

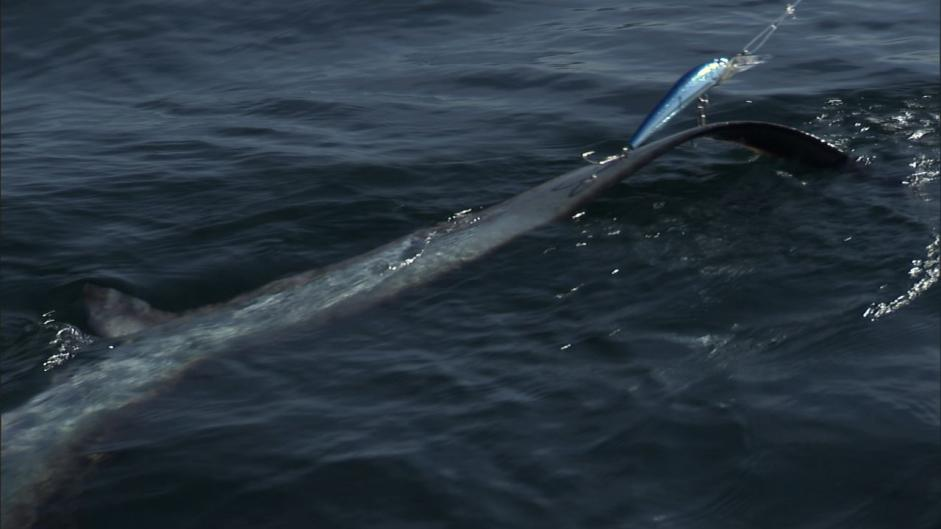
Le Requin-renard commun est souvent pêché par sa nageoire caudale, car il l'utilise pour attaquer ses proies, elles-mêmes prises dans les filets.

Le long lobe supérieur de la nageoire caudale du Requin-renard commun est utilisé pour frapper et neutraliser les proies. Quelque 97 % du régime alimentaire du Requin-renard commun est composé de poissons osseux, la plupart des petits poissons vivant en banc comme les maquereaux, le tassergal, les harengs, les orphies et les poissons-lanternes. Avant de frapper, les requins, souvent à deux ou en petits groupes, compactent le banc de proies en nageant autour d'eux et en frappant l'eau avec leur queue. L'animal est également capable de chasser de grands poissons solitaires comme les cavalos, ainsi que les calmars et autres invertébrés pélagiques. Au large de la Californie, le Requin-renard commun se nourrit principalement d'Anchois de Californie, du Merlu du Pacifique nord, du Pilchard de Californie, du Maquereau espagnol, du Calmar opale et de Galathée pélagique. Il se concentre sur quelques espèces lorsqu'il est en eaux froides, mais devient moins exigeant durant les périodes plus chaudes d'El Niño.
De nombreuses observations ont montré que le Requin-renard commun utilise le long lobe supérieur de sa nageoire caudale pour assommer ses proies, preuve en est qu'ils sont souvent accrochés à la palangre par leur queue, après avoir sans doute enlevé l'appât. En juillet 1914, le biologiste marin Russell J. Coles a rapporté avoir vu un Requin-renard commun utiliser sa queue pour faire basculer des poissons dans sa bouche, et qu'un poisson a été jeté à une « distance considérable ». Le 14 avril 1923, l'océanographe W.E. Allen a observé un spécimen poursuivant un Éperlan de Californie près d'une jetée de la Scripps Institution of Oceanography. Le requin a dépassé le poisson et a balancé sa queue au-dessus de l'eau comme un fouet à une vitesse fulgurante, blessant gravement sa proie. Pendant l'hiver 1865, l'ichtyologiste irlandais Harry Blake-Knox a prétendu avoir vu un requin-renard dans la baie de Dublin utiliser sa queue pour frapper un Plongeon huard blessé, qu'il a ensuite avalé. Cette observation fut contestée par d'autres autorités qui ont affirmé que la queue du renard n'est pas rigide ou assez musclée pour effectuer un tel coup;
.

### Cycle de vie

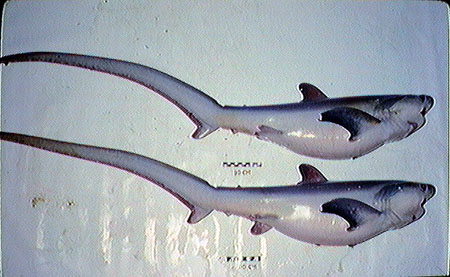
Les embryons du Requin-renard se nourrissent des œufs ovulés par leur génitrice pendant leur développement.

Comme d'autres lamniformes, le Requin-renard commun est vivipare aplacentaire. Il donne naissance à des portées de deux à quatre (rarement six) individus dans le Pacifique oriental et de trois à sept dans l'Atlantique Est. Il se reproduit dans toute son aire de répartition, mais des zones de reproduction sont connues telle celle au sud de la Californie. L'accouplement a lieu en été, généralement en juillet ou août et la parturition a lieu de mars à juin, après une période de gestation de neuf mois. Les embryons en développement sont oophages ; ils se nourrissent d'œufs ovulés par la génitrice. Les dents des petits embryons sont en forme de tenon et non-fonctionnelles, étant recouvertes par une gaine de tissus mous. Au fur et à mesure que les embryons grandissent, leurs dents deviennent progressivement comme celles des adultes, même si elles restent cachées jusqu'à peu de temps avant la naissance.
Les nouveau-nés mesurent généralement 114 à 160 cm de long et pèsent 5 à 6 kg, en fonction de la taille de la mère. Les juvéniles croissent d'environ 50 cm par an tandis que les adultes croissent d'environ 10 cm par an. La taille à maturité semble varier entre les populations. Dans l'est du Pacifique Nord, l'âge adulte est atteint à cinq ans chez les mâles pour une taille de 3,3 m et à sept ans chez les femelles pour une taille de 2,6 à 4,5 m. Il vit au moins 15 ans et sa durée de vie maximale est estimée à 45 à 50 ans,.

## Taxinomie et phylogénie

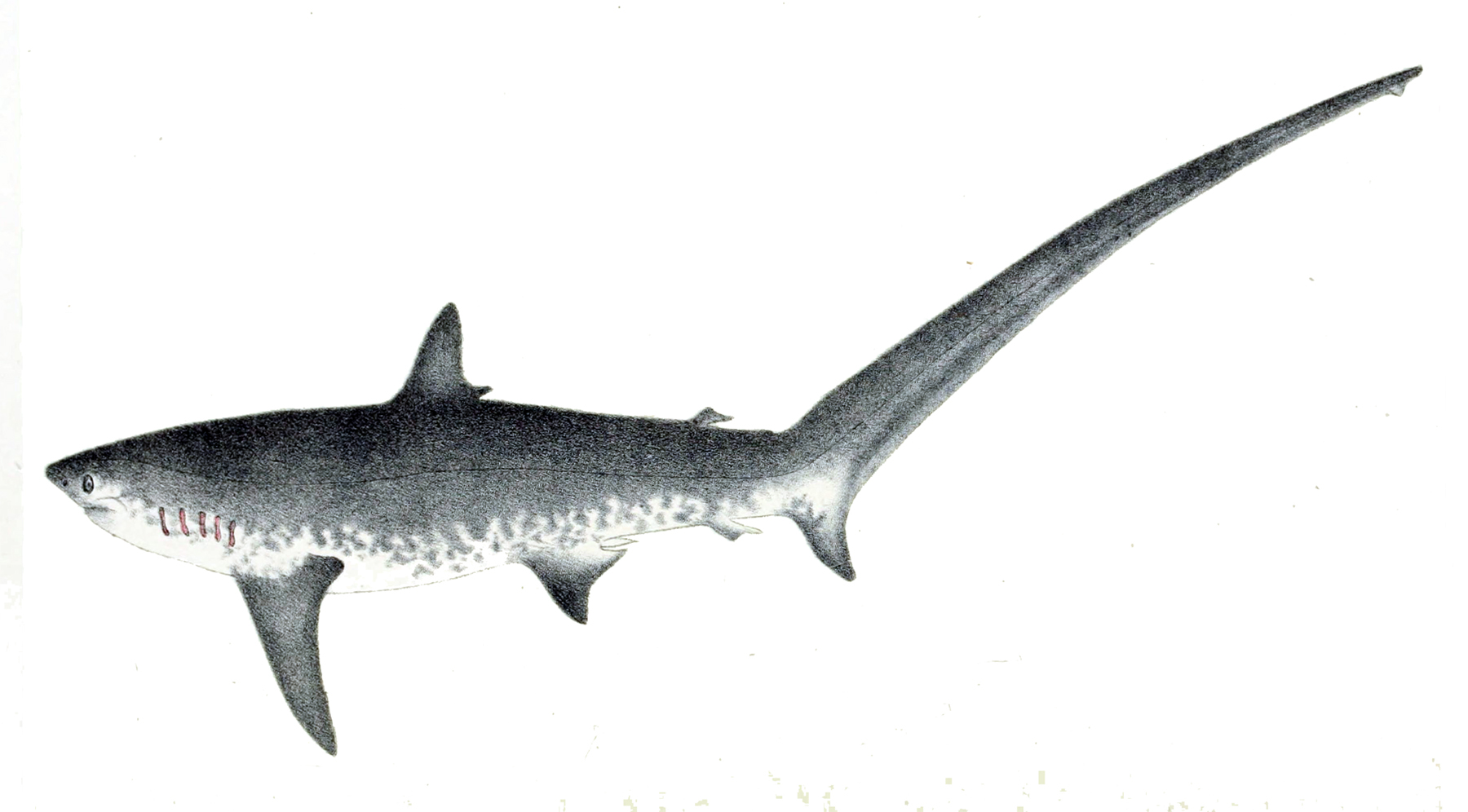
Illustration d'un Requin-renard commun dans Natural history of Victoria (1881).

C'est le naturaliste français Pierre Joseph Bonnaterre qui décrit le Requin-renard commun sous le nom Squalus vulpinus dans le Tableau encyclopédique et méthodique des trois règnes de la nature en 1788. En 1810, Constantine Samuel Rafinesque décrit Alopias macrourus à partir d'un spécimen capturé au large de la Sicile. Plus tard, les auteurs reconnaissent le genre Alopias comme valide et A. macrourus comme un synonyme de S. vulpinus, le nom scientifique devient donc Alopias vulpinus.
Les analyses morphologiques et des allozymes montrent que le Requin-renard commun est à la base du clade formé par le Requin-renard à gros yeux (Alopias superciliosus) et le Requin-renard pélagique (Alopias pelagicus),. Blaise Eitner suggère en 1995 que le plus proche parent de cette espèce au sein de la famille est peut-être une quatrième espèce non reconnue de requin-renard au large de la péninsule de Basse-Californie d'après des analyses des allozymes. Toutefois, aucune preuve de son existence n'a été révélée lors d'analyses d'ADN mitochondrial réalisées en 2004,.

## Étymologie et dénominations
L'épithète spécifique « vulpinus » dérive du latin « vulpes » signifiant « renard » et, dans certains ouvrages anciens, le nom scientifique est orthographié à tort Alopias vulpes. Le philosophe grec Aristote (384-322 avant notre ère) a écrit quelques-unes des premières observations sur le Requin-renard commun. Dans son Histoire des animaux, il affirme que ces requins ont une propension à se libérer des lignes de pêche en les mordant et qu'ils protègent leur progéniture en les avalant. Ces comportements « intelligents », qui n'ont pas été confirmés par la science, ont conduit les Grecs de l'Antiquité à l'appeler alopex (signifiant « renard »), sur lequel se fonde son nom scientifique.
« Requin-renard » est le plus ancien nom connu pour cette espèce mais il est également désigné par beaucoup d'autres noms communs, comme « Renard de mer commun », « Requin batteur », « Poisson-épée », « Singe de mer », « Faux » et « Faucheur »,.

## Le Requin-renard commun et l'homme
Bien que tout grand requin soit capable d'infliger des blessures, le Requin-renard commun représente peu de danger pour l'homme. La plupart des plongeurs signalent qu'ils sont timides et difficiles à approcher. L'International Shark Attack File répertorie une seule attaque de Requin-renard commun sur l'homme et quatre attaques sur des bateaux, probablement provoquées par des individus luttant contre leur capture. La seule attaque répertoriée est issue d'un rapport peu crédible parlant d'un spécimen qui aurait agressé un pêcheur subaquatique au large de la Nouvelle-Zélande.
Le célèbre pêcheur Frank Mundus, dans son livre Sportsfishing for Sharks, raconte qu'un pêcheur à la palangre au large de la Caroline, penché sur le côté de son bateau pour examiner quelque chose de grand qu'il avait hameçonné, a été décapité par la nageoire caudale d'un Requin-renard commun d'environ cinq mètres de long. Le pêcheur est censé être tombé à l'eau et n'a jamais été retrouvé. Ce récit est considéré comme hautement improbable par la plupart des scientifiques.

### Pêche commerciale

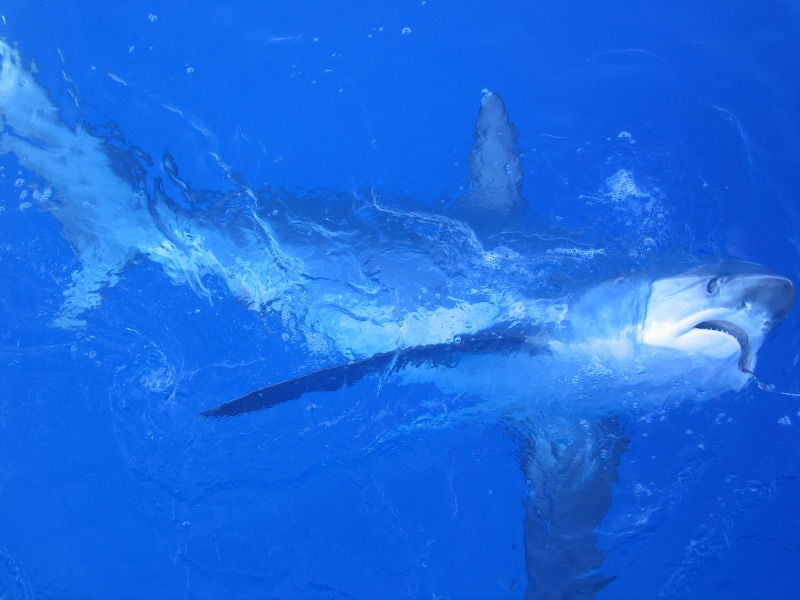
Un Requin-renard commun accroché à une palangre.

La chair du Requin-renard commun est l'une des plus appréciées notamment pour sa bonne qualité, il est donc le mieux représenté dans les pêcheries commerciales d'espèces grandes migratrices de la côte ouest des États-Unis. Ses ailerons sont particulièrement demandés pour la soupe aux ailerons de requin, il fait ainsi l'objet du shark finning.
Le Requin-renard commun est couramment pêché à la palangre et au filet maillant, en particulier dans le nord-ouest de l'océan Indien, en Europe occidentale, centrale et orientale, dans le Pacifique et dans l'Atlantique Nord. Les principaux pays comprennent ceux de l'ex-URSS, le Japon, Taïwan, l'Espagne, les États-Unis, le Brésil, l'Uruguay et le Mexique. Sa chair est très prisée pour la consommation humaine. Elle est consommée cuite, séchée et salée ou fumée, sa peau est utilisée comme cuir, son huile de foie est réputée pour ses vitamines et ses nageoires sont utilisées pour la soupe d'ailerons de requin. Selon l'Organisation des Nations unies pour l'alimentation et l'agriculture (FAO), 411 tonnes de Requin-renard commun ont été pêchées en 2006.
Aux États-Unis, une pêche aux filets dérivants du Requin-renard commun s'est développée dans le sud de la Californie en 1977, avec dix navires avec un maillage de grande taille. Dans les deux ans qui ont suivi, la flotte a augmenté de quarante navires et la pêche a atteint son sommet en 1982, lorsque 228 navires débarquaient 1 091 tonnes par an. La population de Requin-renard commun s'est rapidement effondrée à cause de la surpêche, avec une diminution des débarquements à moins de 300 tonnes par an à la fin des années 1980 et la disparition des individus de grande taille,. Les Requins-renards communs sont toujours prisés dans le commerce aux États-Unis, avec environ 85 % en provenance du Pacifique et 15 % de l'Atlantique,. Les plus importantes captures ont lieu en Californie et en Oregon, au filet maillant ; la pêche a tourné son attention vers l'espadon, mais le Requin-renard commun fait l'objet de prises accessoires. Un petit nombre est également pêché au harpon, aux filets dérivants à petites mailles et à la palangre. Dans l'Atlantique, le Requin-renard commun est principalement capturé à la palangre, destinée à l'origine à l'espadon et au thon,.

### Pêche sportive
Le Requin-renard commun est apprécié par les pêcheurs sportifs pour sa force semblable à celle du Requin mako. Il est chassé par les pêcheurs utilisant la canne en Californie, en Afrique du Sud et ailleurs. Le pêcheur Frank Mundus a qualifié le Requin-renard commun de poisson « extrêmement tenace » et « un des poissons les plus difficiles ». L'équipement recommandé est une tige de 24 kg et une bobine d'au moins 365 m. La méthode idéale est la pêche à la traîne avec des poissons-appâts, soit en profondeur, soit avec un appât dérivant,.

### Conservation

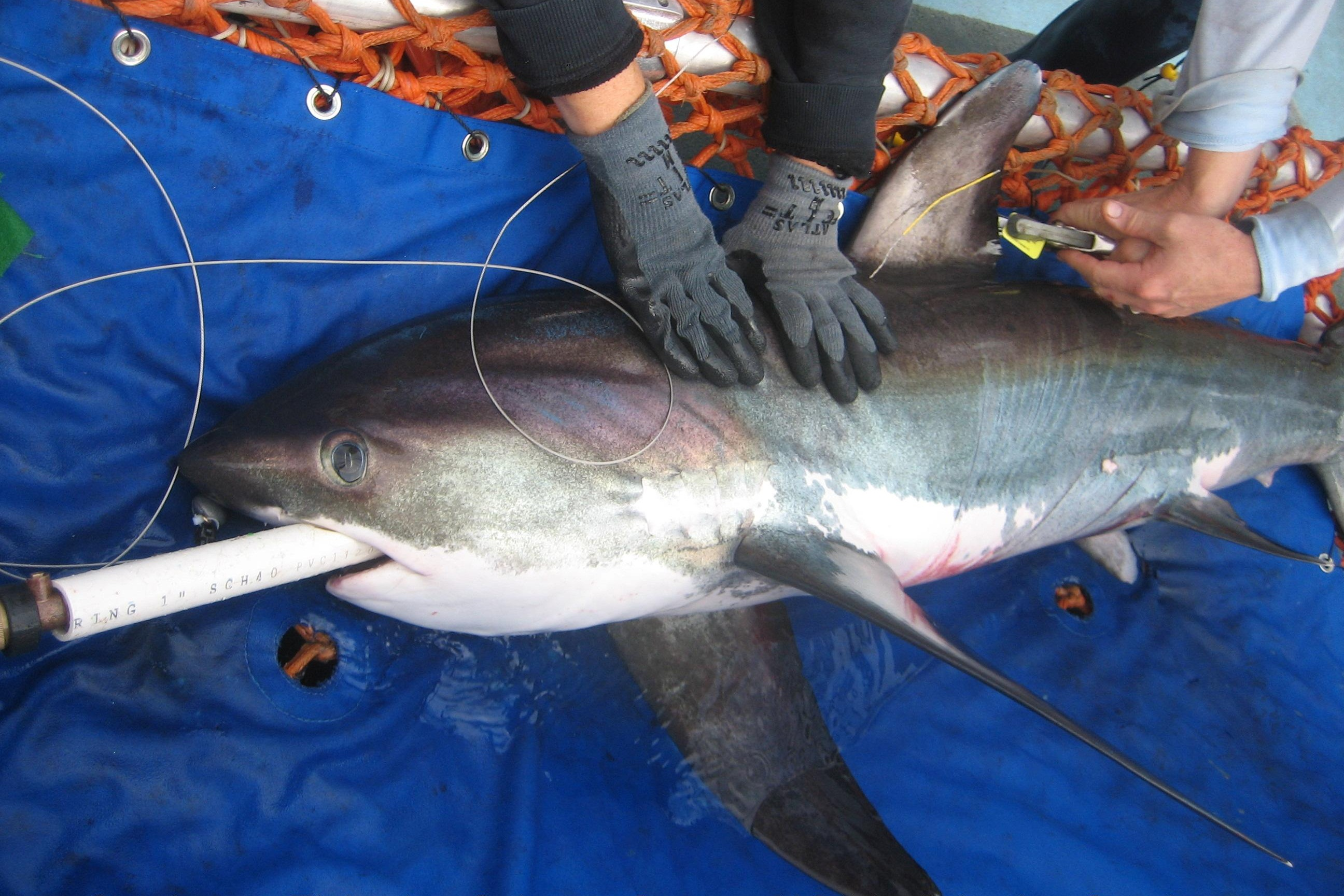
Des chercheurs de la NOAA marquent un Requin-renard commun ; ces efforts sont essentiels pour l'élaboration de mesures de conservation.

Les trois espèces de requins-renards ont été réévaluées du statut « données insuffisantes » (DD) au statut « vulnérable » (VU) par l'Union internationale pour la conservation de la nature (UICN) en 2007. La surpêche a un fort impact sur les requins-renards en raison de leur croissance lente, de leur maturité tardive (4 à 14 ans), de leur longue gestation (9 à 12 mois) et leurs petites portées (2 à 4 par portée). L'effondrement rapide de la sous-population californienne (plus de 50 % en trois générations) a suscité des inquiétudes quant à la sensibilité de cette espèce à la surpêche dans d'autres endroits, où les données de la pêche sont rarement signalées et les aspects de sa biologie et de la structure de la population sont peu connus. En plus de la pression de la pêche continue, le Requin-renard commun est également pêché accidentellement notamment par des chaluts de fond et des nasses et est considéré comme une nuisance par les pêcheurs de maquereau car il s'emmêle dans les filets,,.
Aux États-Unis, la pêche du Requin-renard commun est réglementée par des quotas commerciaux limitant les prises, fixant les tailles minimales de loisirs et les limites de rétention. Le shark finning est illégal en vertu la loi fédérale américaine. La pêche du Requin-renard commun de l'Atlantique est régie par la National Marine Fisheries Service (NMFS) qui s'occupe de la gestion des espèces de grands migrateurs à travers le 2006 Consolidated Atlantic Highly Migratory Species (HMS) et le Fishery Management Plan (FMP). La pêche dans le Pacifique est, quant à elle, régie par le Pacific Fishery Management Council à travers le Fishery Management Plan (FMP) pour le U.S. West Coast Fisheries for Highly Migratory Species (HMS),. Dans les années 1990, après l'épuisement des stocks de Requin-renard commun par la pêche au filet maillant en Californie, la flotte a été limitée à 70 bateaux et des restrictions ont été imposées sur la saison, la plage de fonctionnement et les débarquements. Il est prouvé que la sous-population de Californie se redresse et le taux potentiel de croissance de la population a été estimée à 4 à 7 % par an.